# Syrbula montezuma
Syrbula montezuma är en insektsart som först beskrevs av Henri Saussure 1861.  Syrbula montezuma ingår i släktet Syrbula och familjen gräshoppor. Inga underarter finns listade i Catalogue of Life.